# Pure (chanson)
Pour les articles homonymes, voir Pure (homonymie).
Singles de dream
Identity -Prologue-
(2003) Love Generation
(2004)
Pure  (écrit en capitales : PURE) est le dix-septième single du groupe de J-pop dream.

## Présentation
Le single sort le 4 août 2004 au Japon sous le label avex trax, cinq mois après le précédent single du groupe, Identity -Prologue-. Il atteint la 33e place du classement Oricon, et reste classé pendant trois semaines. C'est le premier disque sorti par la formation du groupe à sept membres, après le départ de Risa Ai fin mars.
Le single fait partie d'un projet spécial constitué de deux singles one coin CD à prix réduit (celui d'une pièce de monnaie de 500 yen), sortis à une semaine d'intervale, avec des pochettes à première vue similaires ne différant que par sept détails mineurs à la façon d'un jeu des sept erreurs (position de la chanteuse centrale, déchirure d'un pantalon, cordon à un poignet, petit doigt levé, lettre inversée sur un T-shirt, trou de ceinture...). Chacun des deux singles contient une seule chanson, accompagnée de la version instrumentale de celle de l'autre single. Ainsi, le premier d'entre eux contient la chanson-titre Pure et en "face B" la version instrumentale de la chanson-titre du single Love Generation, qui sortira le 11 août suivant avec la version instrumentale de Pure en "face B".
Les deux chansons de ces singles sont utilisées comme thème musical pour la comédie musicale Beat Pop Fighting Girls jouée par les membres du groupe et l'actrice Rio Matsumoto le même mois. Elles figureront en titres bonus sur la première édition de l'album spécial 777 ~Best of Dreams~ qui sort deux mois plus tard, à la fois album de reprises et best of, puis sur la compilation 7th Anniversary Best de 2007.

## Membres
- 1re génération : Kana Tachibana, Yū Hasebe
- 2e génération : Sayaka Yamamoto, Erie Abe, Aya Takamoto, Ami Nakashima, Shizuka Nishida

## Liste des titres
1. PURE
2. Love Generation (Instrumental)